# Helmontwerp

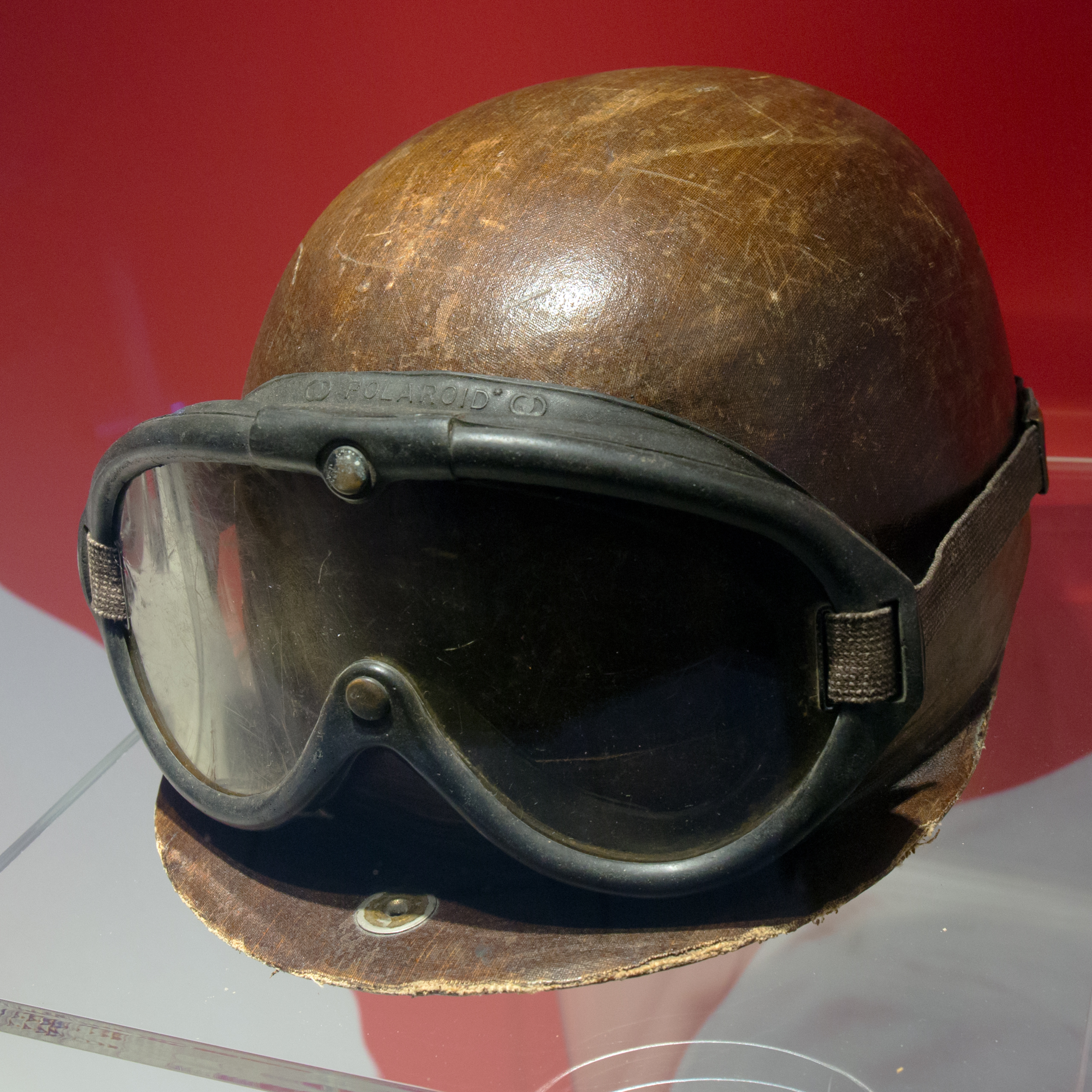
Jaren 1950: helm en stofbril van Juan Manuel Fangio

Een helmontwerp is het design van een veiligheidshelm voor coureurs.

## Open racehelm
In de jaren vijftig hadden de racehelmen nauwelijks enige design om van te spreken. De kleuren waren die van het product zelf bijvoorbeeld bruin, wit of metaalkleurig. Sommigen hadden het logo van het racemerk toegevoegd of een eenvoudig logo van de fabrikant van de helm. Een van de eersten die zich in dat opzicht onderscheidde was Jean Behra die op zijn witte helm een zwartwit geblokte band had. De helmen waren qua vormgeving in principe nog halve helmen (ook wel pothelmen genoemd) dus zonder enige oorbescherming; die bestonden vaak uit leren flappen die aan de zijkant van de helm hingen. Het geheel werd met een ieren riem bevestigd onder de kin.
In de jaren zestig werd het steeds gebruikelijker om het oppervlak van de helm uit te breiden tot over de oren zoals in het Amerikaanse baseball. Deze helmen waren onder andere beschikbaar van het merk Buco o.a. gedragen door Jack Brabham of Bell o.a. gedragen door Jim Clark. Ook de helm van Graham Hill was zodanig vormgegeven maar had bovendien een aangepast design vanwege zijn liefde voor roeien: donkerblauw met daarop acht witte roeispanen van de London Rowing Club. Een van de weinige anderen die zijn helm van een persoonlijk tintje voorzag was Jackie Stewart door de toevoeging van een schotse ruitband.
Maar heel veel veranderde er nog niet: het open vizier was nog steeds de standaard, de stofbril noodzakelijk en een doek voor de mond eveneens.

## Gesloten racehelm
Dit veranderde op slag in 1968 met de introductie van de gesloten racehelm. Het zou overigens nog enkele jaren duren voordat dit type racehelm algemeen goed werd begin jaren zeventig. De helm was nu ook in meerdere, primaire kleuren beschikbaar en daarnaast was er meer oppervlak om potentieel vorm te geven. Het helmontwerp onderging aldus een revolutie.
Behalve een eigen basiskleur werden in de jaren zeventig door de meeste coureurs vaak de kleuren van de nationale vlag verwerkt in de helm. Daarnaast ontstond er ook ruimte om de naam van de coureur prominent weer te geven in letters op de zijkant en bestond er zelfs de mogelijkheid voor toevoeging van een enkel persoonlijk sponsorlogo. Zodoende kon de coureur steeds gemakkelijker als individu worden herkend gedurende een race door het publiek.
Ook het sponsorlogo (hoofdsponsor van het team) werd steeds prominenter, zelfs dusdanig dat de coureur zijn eigen ontwerp hier qua kleur op moest aanpassen. Een van de vroegste voorbeelden hiervan is de helm van Nelson Piquet wiens oorspronkelijke kleurstelling van rood-wit werd aangepast naar geelwit bij het team van Lotus in 1988 (hoofdsponsor Camel). Sinds de introductie van Red Bull in de Formule 1 in 2004 vormt het logo van de energiedrankenfabrikant het meest centrale element van het helmontwerp waar de coureurs zich naar moeten schikken.
Was de basis van de helmkleur overwegend wit in de jaren tachtig (o.a. Arnoux, Prost, Patrese, Piquet), mede als gevolg van de helmkleur van Senna werden de ontwerpen steeds feller van kleurstelling in de jaren negentig. De helmontwerpen gingen hierdoor toch weer meer op elkaar lijken. Daarmee lijkt de behoefte tot verdere personalisering definitief te zijn geboren en begon eind 20e eeuw een trend om de helm regelmatig aan te passen binnen een seizoen en soms zelfs per race. Deze personalisatie kwam ook de aandacht van de coureur ten goede, iets dat door de komst van de social media verder wordt gepromoot.

## Vizier
Het vizier vormde oorspronkelijk geen deel van de racehelm. De firma Johnson was een van de eersten die in de jaren vijftig met een los voorgebonden vizier kwam. Deze werden vooral in de regen gebruikt; voor het overige bleef de losse stofbril standaard. 
Condensvorming: er is enkele keren geprobeerd om condensvorming aan de binnenkant van het vizier

## Regelgeving
In 2012 werden enkele helmontwerpen (o.a.die van Lewis Hamilton) gecensureerd door de FIA tijdens de trainingen voor de GP van Amerika. Het technisch comité van de FIA maakte tijdens de GP van Singapore in 2013 bekend een verbod te overwegen op het constant veranderen van helmontwerpen.
Met ingang van 2015 is nog maar één (kleuren)wisseling van seizoen geoorloofd. Dit met name om de herkenbaarheid van de rijders te bevorderen voor de toeschouwers.
Sommige rijders ontweken deze regel door weliswaar het hoofdontwerp onveranderd te laten maar toch met minimale aanpassingen te komen. Vanaf 2017 mag er een keer in het seizoen van ontwerp worden gewisseld.
In 2018 maakte de FIA een uitzondering voor de duizendste race in het Formule 1-wereldkampioenschap in China en mochten de coureurs met unieke helmontwerpen rijden; bijna iedereen maakte hier gebruik van.
Danil Kvyat mocht in 2019 geen andere helmontwerp gebruiken tijdens zijn thuiswedstrijd in Rusland omdat hij reeds voor de GP van Italië van ontwerp was veranderd. Max Verstappen was dat jaar al minimaal tweemaal van kleurontwerp veranderd tijdens de GP van België en Oostenrijk zonder enige gevolgen. Als gevolg van het protest tegen Kvyat lijkt de FIA na discussies met de rijders overstag gegaan in de discussie over het toestaan van unieke helmontwerpen.
Sinds het seizoen 2020 zijn de restricties daarom weer verleden tijd.

## Beroemde ontwerpen

### Ignazio Giunti
Een van de vroegste voorbeelden van een coureur die zich sterk onderscheidde qua helmdesign is Ignazio Giunti eind jaren zestig, begin jaren zeventig. De helm was groen in de basis met rood-witte detaillering (de kleuren van de Italiaanse vlag) met daaronder zijn naam. De helm was bijzonder vanwege een tweekoppige adelaar van voren met gestileerde vleugels aan de zijkant. De letter M op het voorhoofd was een verwijzing naar zijn vriendin Mara. De helm werd ontworpen door een architect uit Milaan. In feite was dit het begin van de helm als kunstwerk.

### Nelson Piquet
Dit principe werd in de jaren tachtig doorgezet. Nelson Piquet had een design van rode druppels tegen een witte achtergrond. De helm had daarmee geen enkele referentie meer met zijn geboorteland qua kleurstelling of naam maar was individueel dusdanig herkenbaar dat de helm iconisch werd. Het personaliseren van de racehelm bereikte daarmee een nieuw hoogtepunt: wie de helm zag, wist gelijk wie de rijder was op basis van het unieke design.

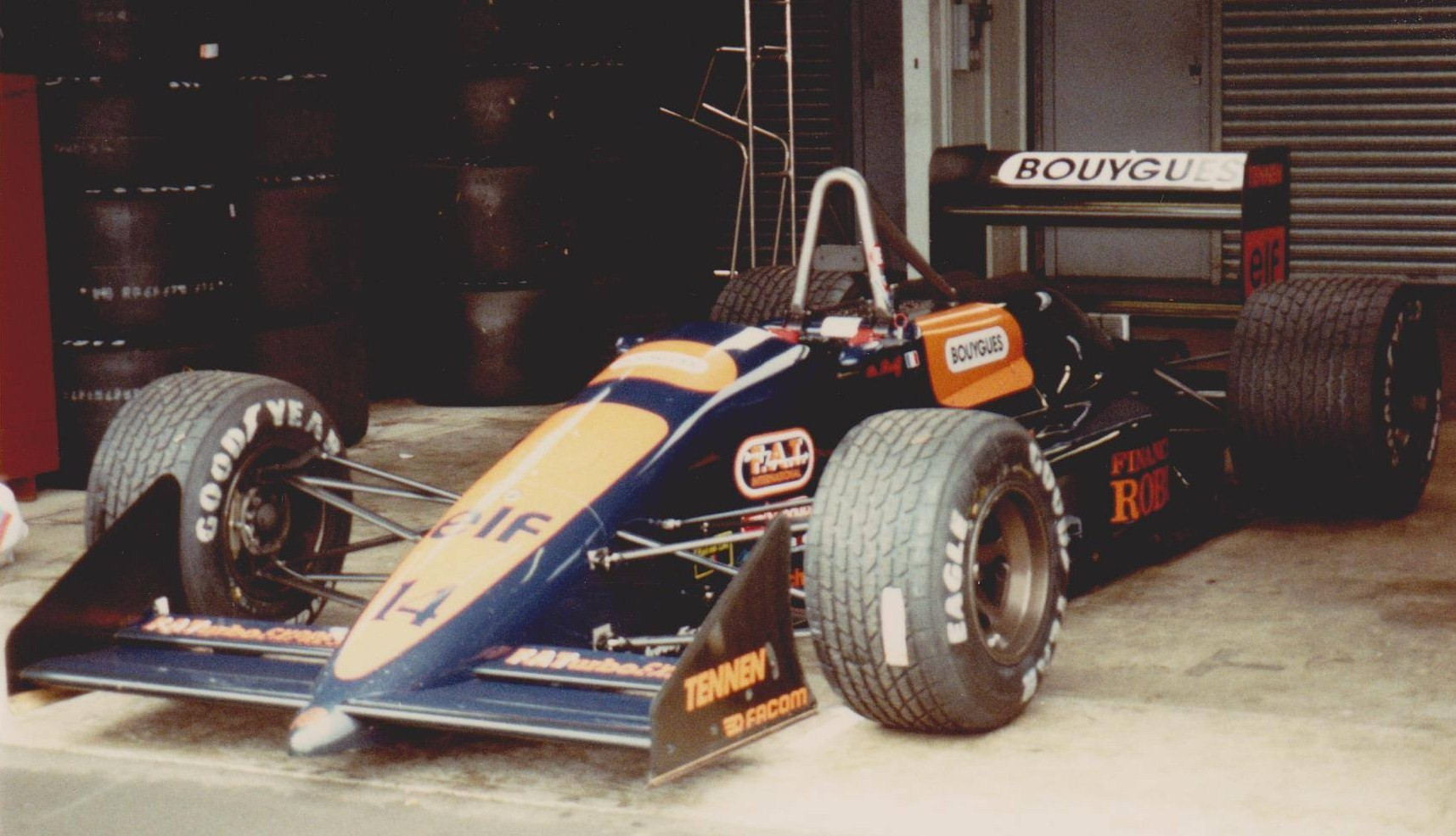
Philippe Streiff's AGSJH23 from the 1988 Season at Silverstone
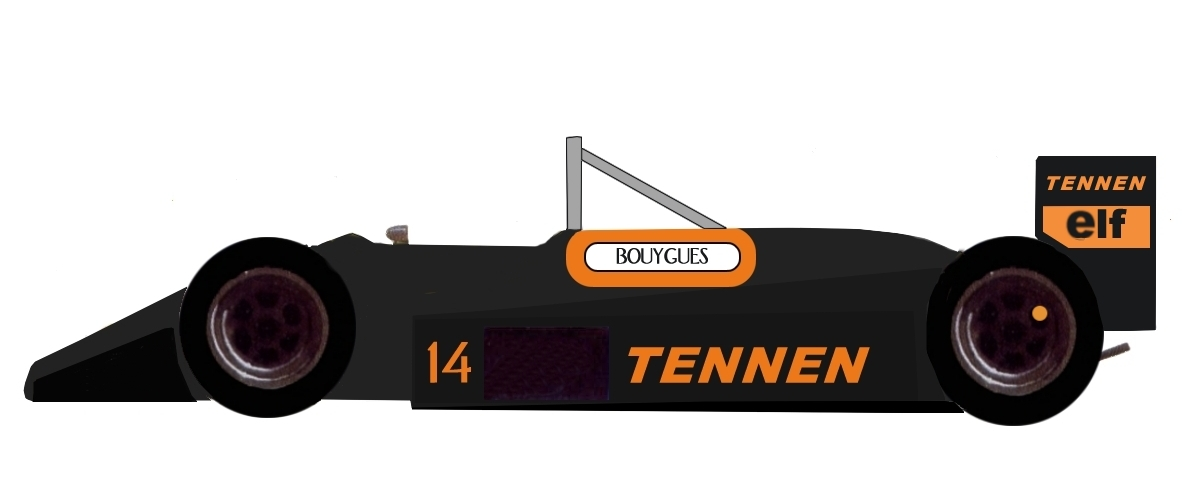
An AGS JH23 from the 1988 Formula One Season

### Ayrton Senna
Het staat wel vast dat de beroemdste helm uit de Formule 1 die van de Braziliaan Ayrton Senna is. Door zijn gele kleurstelling viel de helm gelijk op tussen de vaak witte helmen. De helm gaf daarmee een impressie van jeugdigheid, agressie en beweging. Het ontwerp onderging enige wijzigingen maar is in de basis geel met groen-blauwe strepen. Senna bleef daarmee het idee trouw dat de kleuren van de nationale vlag het belangrijkste uitgangspunt vormen bij het ontwerp van een racehelm. Het ontwerp is van Sid Mosca die o.a. ook de helmen van Emerson Fittipaldi en Nelson Piquet ontwierp. De helm werd al bij zijn leven vaak geïmiteerd o.a. door Eddie Irvine en Lewis Hamilton. Ook uit het feit dat de kleuren en het ontwerp van Senna na zijn dood vaak terugkeren in de unieke ontwerpen van latere coureurs blijkt dat zijn helmontwerp een eeuwigheidswaarde heeft.

### Sebastian Vettel
Van Sebastian Vettel wordt gezegd dat hij gedurende 2009-2013 maar liefst 76 aparte designs had. Zie voor een gedeeltelijk overzicht uit de periode 2008-2009. Telkens als hij een race won droeg hij de volgende race in ieder geval een ander helmdesign. Vettel werkt al van jongs af aan samen met de ontwerper Jens Munster. Zeer beroemd werd zijn lichtgevende helm met LED lampjes tijdens de GP van Singapore in 2012. Enige vorm van elektrische verlichting in racehelmen werd gelijk na de race verboden door de FIA.

## titel
Zeer incidenteel komt het voor dat een coureur niet zijn eigen helm op heeft maar die van een ander. Toen Niki Lauda in 1979 tijdens de trainingen voor de GP van Canada plotseling stopte met de Formule 1 werd hij bij Brabham vervangen door Ricardo Zunino die dat weekend als toeschouwer aanwezig was en geen helm mee had. Ten tijde van de race droeg hij wel zijn eigen helm.
David Coulthard leende tijdens de GP van Monaco in 1996 een helm van Michael Schumacher omdat er problemen waren met zijn eigen helm (beide waren van hetzelfde merk).

## Seizoen 1995
In het seizoen 1995 is er de primeur van de eenmalige, speciaal voor één race ontworpen racehelm. Dit gebeurde voor het eerst door Rubens Barrichello tijdens zijn thuisgrandprix. Dit was tevens de eerste Braziliaanse grand prix sinds het overlijden van Ayrton Senna in 1994. En ter gelegenheid hiervan incorporeerde Barrichello de helm van Senna in zijn eigen ontwerp.
- GP van Brazilië: Rubens Barrichello (deels helm van Ayrton Senna).[13]
- GP van Portugal: Gerhard Berger ('No War'). De helm is het resultaat van een prijsvraag, heeft als design allerlei landenvlaggetjes en draagt achterop de tekst 'NO WAR IN THE WORLD.[14]

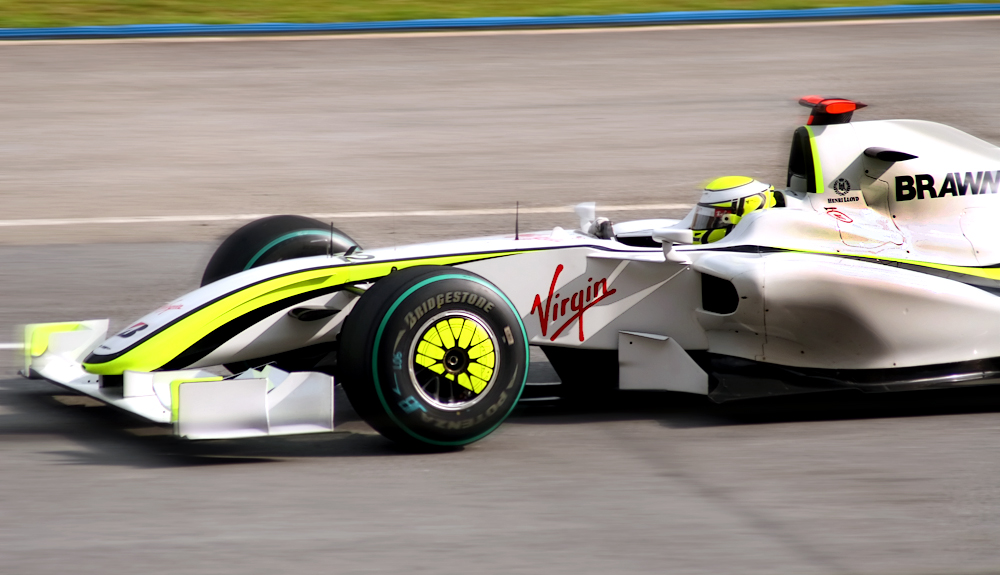
Jenson Button at 2009 Malaysian Grand Prix, Sepang, Malaysia
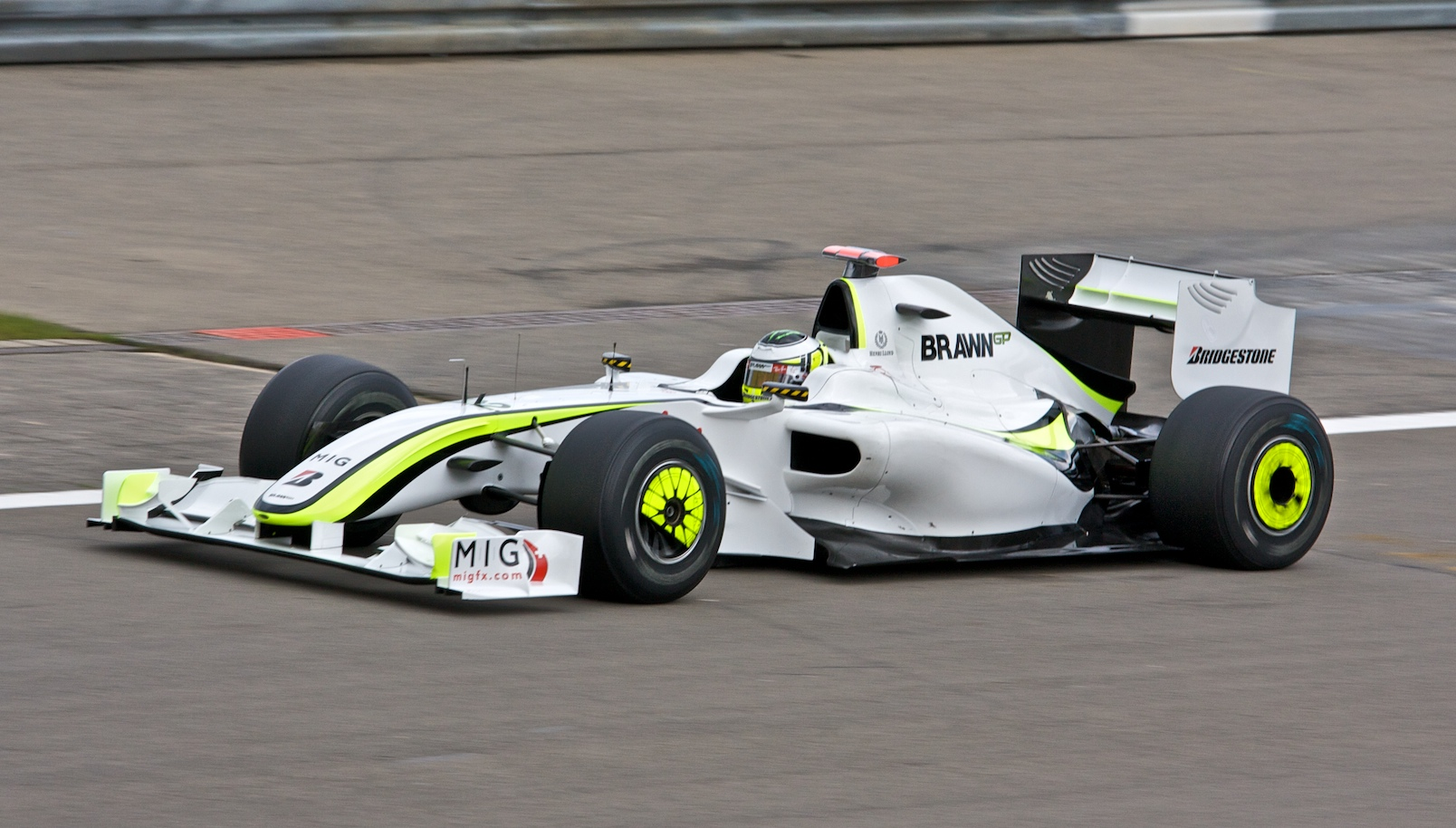
Jenson Button driving the Brawn BGP 001 at the 2009 German Grand Prix.
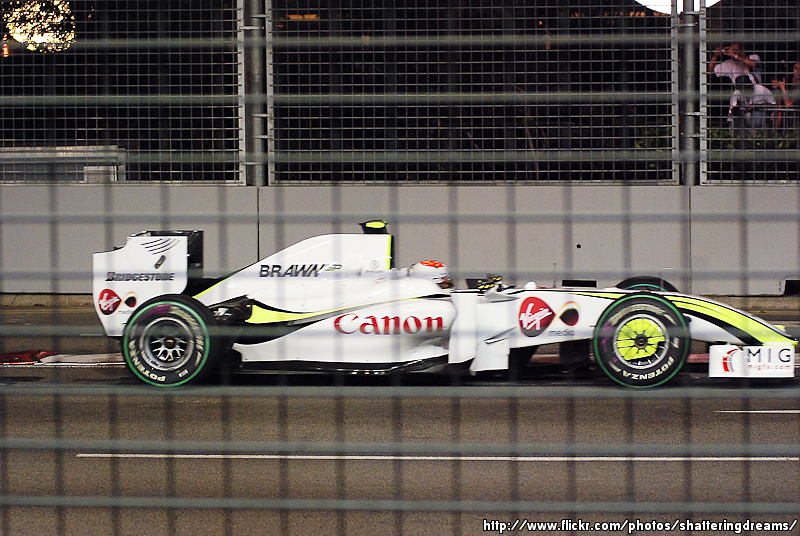
Rubens Barrichello driving for Brawn GP at the 2009 Singapore Grand Prix.

## Seizoen 1996
GP van Duitsland: Heinz-Harald Frentzen. De helm is het resultaat van een prijsvraag van het blad Auto Bild ter bevordering van het dragen van val-of fietshelmen in het verkeer.[15]

## Seizoen 1998
GP van Japan: Michael Schumacher (' Suzuka Special'). De helm heeft aan de zijkanten, naast de Duitse vlag, de zwartwit-geblokte finishvlag en is verchroomd. Deze speciale editie voor de laatste titelrace bracht Schumacher geen geluk.[16]

## Seizoen 2001
GP van Brazilië: Rubens Barrichello (met Braziliaanse vlag aan weerszijden).[17]
GP van Italië: Michael Schumacher en Rubens Barrichello (helmen en auto zonder sponsorlogo's met zwarte neus, ter herinnering aan de slachtoffers van de aanslagen op 11 september).
GP van Amerika: enkele teams (o.a. Jordan) en rijders herdenken de aanslagen van 9/11. Meer speciaal: Jarno Trulli (de helm heeft aan weerszijden de Amerikaanse vlag, met op de achterzijde de tekst Peace No War); Rubens Barrichello (idem, Amerikaanse vlag aan zijkant); Ralf Schumacher (idem); Michael Schumacher (idem)

## Seizoen 2002
GP van Duitsland: Michael Schumacher (tgv Duitsland wereldkampioen voetbal)

## Seizoen 2003
GP van Brazilië: Juan Pablo Montoya

## Seizoen 2004
GP van Monaco: Kimi Raikkonen ('High Octave Glamour', verchroomde editie met afbeelding van de haven achterop en aan de zijkant de namen van de bochten).[18]
GP van Groot-Brittannië: Jenson Button. Wit met rode belettering op basis van de vlag van St. George.[19]
GP van Hongarije: David Coulthard ('Tartan'; tgv prijsvraag West Tobacco: alleen vrijdagtraining).[20][21]
GP van Italië: Michael Schumacher. Met Italiaanse vlag aan zij-en achterkant.[22]
GP van China: Michael Schumacher. Met boven Chinese draak of 'kracht' als symbool en in karakters zijn naam op de zijkant.
GP van Brazilië: Juan Pablo Montoya.[23]

## Seizoen 2005
GP van Monaco: Kimi Raikkonen ('Dice'n in the streets'; woord 'Iceman' bezet in diamanten: helm zwart-rood) en Juan Pablo Montoya (naam in diamanten)
GP van Europa: Nick Heidfeld (verguld exemplaar)
GP van Brazilië: Juan Pablo Montoya (met stippelmotief); Felipe Massa (met extra Braziliaanse vlag bovenop)
GP van Japan: Jarno Trulli (tgv prijsvraag).[24]

## Seizoen 2006
GP van Australië: Fernando Alonso en Giancarlo Fisichella (beschilderd door kunstenaar Gary Donnelly)
GP van San Marino: Giancarlo Fisichella. Met Italiaanse vlag aan weerszijden
GP van Monaco: Kimi Raikkonen ('Iceman Monaco'; rood-lichtblauwe uitvoering); Rubens Barrichello (als Tony Kanaan; op zijn beurt droeg Tony Kanaan de helm van Rubens bij de Indy 500).[25]
GP van Groot-Brittannië 2006: Jenson Button (de helm heeft de vlag van St. George als basis tgv het WK voetbal).
GP van Frankrijk: Jarno Trulli ('Campioni del Mondo' tgv WK voetbal); Giancarlo Fisichella ('Italy - World Champions 2006', idem)[26]
GP van Italië: Giancarlo Fisichella (met clublogo AS Roma)
GP van China: Michael Schumacher (met chinese draak-motieven)
GP van Brazilië: Michael Schumacher (wegens laatste race: alle 91 GP-overwinningen en 7 gouden WK-sterren); Rubens Barrichello ('Racing Forever', met handjes; tgv prijsvraag.[27]

## Seizoen 2007
GP van Monaco: Lewis Hamilton en Fernando Alonso ('Monaco 07'; met diamanten bezet namens sponsor)
GP van Canada: Jarno Trulli (tgv het winnen van de Giro d'Italia door dorpsgenoot Danilo di Luca)
GP van Groot-Brittannië: Alexander Wurz (letters 'AW' toegevoegd; prijsvraag Hamleys)
GP van Europa: Felipe Massa (met zwarte streep over de helm ter nagedachtenis van 157 slachtoffers vliegramp in São Paulo); Nick Heidfeld (met extra Duitse vlag aan de zijkant)
GP van Japan: Jarno Trulli (met sakura bloemen tgv ontwerpwedstrijd)
GP van Brazilië: Robert Kubica; Rubens Barrichello (helm met thermisch effect)
noot: gedurende 2007 dragen enkele coureurs, onder wie Rubens Barrichello en Nick Heidfeld, thermische helmen die al naargelang de temperatuur van kleur verwisselen

## Seizoen 2008
GP van Spanje: Rubens Barrichello (dezelfde helm als in Brazilië 2007).[28]
GP van Turkije: Rubens Barrichello ('257'; zijn 257e race, en daarmee recordhouder in de F1).
GP van Monaco: Lewis Hamilton en Heiki Kovalainen (beider namen in diamanten gezet); Kimi Raikkonen ('Monaco' boven en achter); Giancarlo Fisichella ('200 GP Monaco 2008'; tgv zijn 200e race); Nelson Piquet jr. (met diagram van het circuit bovenop).op[29]
GP van Groot-Brittannië: Jenson Button (tgv prijsvraag; met grote Britse vlag aan de zijkant)
GP van Duitsland: Nick Heidfeld (wit, met Duitse vlag aan weerszijden); Adriaan Sutil
GP van Europa: alle coureurs rijden met Spaans vlaggetje op de helm, ter nagedachtenis aan het verongelukken van Spaans vliegtuig te Barajas met 153 slachtoffers
GP van Italië: Robert Kubica ('Monza special'; met Italiaanse vlag vanwege eerst behaalde podium in Italië in 2006 en verhuizing naar Italië op 13-jarige leeftijd: Monza dus zijn thuisrace)
GP van Japan: Jarno Trulli (met Fujiyama tgv ontwerpwedstrijd); David Coulthard (ter nagedachtenis aan Colin McRae in diens kleuren)
GP van Brazilië: Rubens Barrichello (als Ingo Hoffmann); Nelson Piquet jr. (met Braziliaanse vlag bovenop en aan de zijkant)

## Seizoen 2009
GP van Monaco: Lewis Hamilton ('1') en Heiki Kovalainen ('2'); beide startnummers met diamanten bezet)
GP van Groot-Brittannië: Jenson Button ('Push the Button' tgv prijsvraag)[30]; Lewis Hamilton (met Britse vlag bovenop)
GP van Duitsland: Timo Glock ('Kids School' tgv prijsvraag Panasonic)[31], Nick Heidfeld (tgv prijsvraag).[32][33]
GP van Europa: Rubens Barrichello (met beterschapswens voor Felipe Massa [zie: Ongelukken]).[34]
GP van Japan: Jarno Trulli (tgv ontwerpwedstrijd)
GP van Brazilië: Rubens Barrichello (' Batavo', oranje boven-en onder met wit; ontworpen door zijn zoon).[35]

## Seizoen 2010
GP van Monaco: Lewis Hamilton en Jenson Button ('08' en '09', cijfers voor beide wereldkampioenen met diamanten bezet, maar niet gedragen); Lewis Hamilton ('Casino'); Vitantonio Liuzzi ('Euro'; goudkleurig met eurobiljetten); Jarno Trulli
GP van Europa: Luca di Grassi (tgv WK voetbal)
GP van Groot-Brittannië: Lewis Hamilton (met Britse vlag en de vlag van Grenada op zij-en bovenkant)
GP van België: Bruno Senna (aankondiging ontwerpwedstrijd; compleet geel met getal '50' achterop); Rubens Barrichello (300e GP).[36]
GP van Italië: Vitantonio Liuzzi ('Spaghetti Gangsta')
GP van Japan: Jenson Button (met Japanse vlag aan zijkant)
GP van Brazilië: Bruno Senna ('50' tgv ontwerpwedstrijd oom Ayrton 50 jaar); Jenson Button (met Japanse tekst); Lucas di Grassi (met extra Braziliaanse vlag); Rubens Barrichello (blauw van boven, groen van opzij).

## Seizoen 2011
GP van Australië: Jarno Trulli (tgv hulp slachtoffers aardbeving Japan)
GP van Spanje: Vitantonio Liuzzi (' Captain Tonio' )
GP van Monaco: Fernando Alonso (goudkleurig); Lewis Hamilton ('Lewis' in diamant, met dobbelstenen bovenop) en Jenson Button (de naam Button in japanse tekens geschreven en in diamant bezet, Japanse vlag boven-en achterop); Vitantonio Liuzzi (met gouden munten en 'Monte Carlo' overdwars); Rubens Barrichello (ontwerp van zijn zoon); Jerome d'Ambrosio
GP van Europa: Vitantonio Liuzzi ('El Tonio Ole')
GP van Groot-Brittannië: Lewis Hamilton ('Silverstone': met Britse vlag en de vlag van Grenada op boven-en achterkant); Paul di Resta (met Schotse en Britse vlag)
GP van Duitsland: Nick Heidfeld (winnaar ontwerpwedstrijd)[37]; Vitantonio Liuzzi (Tonio cosmic')
GP van België: Michael Schumacher ('Golden Twenties': 21 K gouden helm tgv 20 jaar in de F1: 1991-2011)
GP van Italië: Vitantonio Liuzzi ('The Italian Geniuses': thema 150 jaar unificatie Italië, en tgv 75e GP)[38]; Vitaly Petrov (ongespoten zwart ter herinnering aan vliegtuigongeluk bij Yaroslavl); Rubens Barrichello; Nico Rosberg (meer geel van kleur)[39]
GP van Singapore: Fernando Alonso (goudkleurig; dezelfde als te Monaco); Rubens Barrichello
GP van Japan: Jenson Button ('Support Japan', dezelfde als Monaco maar zonder diamanten); Jarno Trulli (dezelfde Japanse thema-helm zoals gebruikt in Australië); Vitantonio Liuzzi ('Embracing Japan', met tekst 'We are here with Japan' ter herinnering aan slachtoffers aardbeving Japan)[40]; Kamui Kobayashi
GP van Korea: Bruno Senna ('Senna Tri Campaign'; drie wereldtitels oom Ayrton)
GP van India: een aantal coureurs onder wie Webber, Hamilton, Button, Alonso en Massa dragen speciale stickers als eerbetoon aan overleden coureurs Dan Wheldon en Marco Simoncelli ('58'). En daarnaast: Jarno Trulli ('Goodbye Marco': helmontwerp van Marco Simoncelli); Lewis Hamilton ('Bob Marley'; beeltenis van overleden reggae-zanger bovenop); Narain Karthikiyan ('Welcome to India'); Rubens Barrichello (helmontwerp van kartmentor Renato Russo)
GP van Abu Dhabi: Lewis Hamilton (vergulde of gouden editie)[41]
GP van Brazilië: Lewis Hamilton (tribuut aan Ayrton Senna), Rubens Barrichello (idem; vgl. 1995), Bruno Senna (idem), Luca di Grassi, Kamui Kobayashi ('Music for Relief': ontwerp van Linkin Park) [42][43]; Vitantonio Liuzzi; Felipe Massa (gouden editie, met Ferrari-logo, ter ere van zijn 100e GP voor Ferrari)[44][45]; Sergio Perez (vergulde editie); Jerome D'Ambrosio

## Seizoen 2012
GP van Australië: Lewis Hamilton ('Round 1' achterop, met Australische vlag aan de zijkanten)
GP van China: Lewis Hamilton (varend in jonk met de skyline van Sjanghai op de achtergrond)
GP van Monaco: Fernando Alonso (gouden helm), Kimi Raikkonen (als James Hunt), Jean-Eric Vergne (als Jean Alesi), Romain Grosjean (rood-goud), Charles Pic ('Monaco 70'), Sergio Perez ('Chespirito'), Pastor Maldonado ('The Earth Beat')
GP van Canada: Romain Grosjean ('Silver bullet': met boodschap voor Guillaume Moreau)[46]
GP van Groot-Brittannië: de meeste coureurs dragen een sterretje op de helm, het symbool van Maria de Villota (zie Bird strikes). En verder: Lewis Hamilton (met grote Britse vlag bovenop en achterop Britse vlag en vlag van Grenada); Paul di Resta (met mix van Schotse en Britse vlag), Pastor Maldonado (met Britse vlag en thema)
GP van Hongarije: Lewis Hamilton (met tekst 'Go Team Grenada Go Team GB' bovenop tgv Olympische Spelen); Jenson Button (met Britse vlag bovenop en tekst 'Go Team GB')
GP van België: Michael Schumacher (in platina uitgevoerd tgv zijn 300e GP); Pastor Maldonado (met extra zwarte rouwband bovenlangs wegens ongeluk met olieboorplatform in Venezuela)[47]
GP van Italië: Lewis Hamilton (met Italiaanse vlag)[48]; Pastor Maldonado (' The Air'; met tekst ' Less trouble, more speed' en 'Monza temple of the fastest')[49]
GP van Singapore: Mark Webber (tgv prijsvraag)[50], Fernando Alonso, Lewis Hamilton, Sebastiaan Vettel ('LED' lampjes in vorm van sterrenbeeld familie); Romain Grosjean (ook de volgende race gebruikt)
GP van Japan: Jenson Button (met draak tegen achtergrond van Japanse vlag)
GP van Korea: Kamui Kobayashi
GP van India: Lewis Hamilton (met Indiase symbolen)[51]
GP van Abu Dhabi: Lewis Hamilton (vgl. Abu Dhabi 2011)
GP van Amerika: Lewis Hamilton ('H.A.M.' in plaats van Hamilton achterop - later verwijderd - en met Amerikaanse vlag aan weerszijden)[52]; Sergio Perez (alleen kleuren van Mexico=groen-wit-oranje); Pastor Maldonado
GP van Brazilië: Felipe Massa (oranje/blauw kleurenschema i.p.v. geel/blauw, als eerbetoon aan zijn vader)[53]; Lewis Hamilton ('Thank You McLaren', met Braziliaanse vlag bovenop); Romain Grosjean (zilveren uitvoering, met gezichtjes bovenop); Michael Schumacher (met afscheidsboodschap voor zijn fans: 'Life is about passions, thank you for sharing mine')
noot: in de laatste drie wedstrijden van het seizoen droeg Bruno Senna een aparte helm namens sponsor Gillette ('Fusion Proglide') noot: Romain Grosjean droeg dezelfde, andere helm in Canada, Europa en Japan

## Seizoen 2013
GP van Australië: Felipe Massa ('Barao'; afscheidsgroet aan Wilson Fittipaldi sr.)[54]
GP van Maleisië: Guido van der Garde (met Maleise tijger bovenop in bladgoud en meer oranje i.p.v. zwart-wit)[55][56]
GP van Bahrein: Jenson Button en Sergio Perez; sponsor logo Zain i.p.v. Vodafone bij McLaren [57]; Romain Grosjean (ter ere van zijn eerste podiumfinish een jaar eerder)[58]
GP van Monaco: Fernando Alonso ('Monaco': goud met wit; 32 GP overwinningen als puzzelstukken); Lewis Hamilton ('Monaco': vnl in geel; cartoon met zichzelf, vriendin Nicole Scherzinger en hond Roscoe in cabrio achterop helm); Kimi Raikkonen ('Kimi on the hunt'; eerbetoon aan James Hunt)(de woorden 'Kimi on the hunt' na eerste twee trainingen weggehaald wegens het reclameverbod van FOM)[59]; Paul di Resta (speelkaarten bovenop); Jules Bianchi (zilveren sterretjes bovenop); Pastor Maldonado ('No points no party': met embleem achterop van Sainte Devota de Monaco); Sergio Perez ('Monaco': links rood, rechts groen en achterop danseressen, kaarten en dobbelstenen); Romain Grosjean ('Monaco' in band zijdelings, met kaartspeler); Daniel Ricciardo ('Monaco' bovenop, met afbeelding haven rondom en veel glitter); Jean-Eric Vergne (tribuut Francois Cevert tgv diens 40-jarig overlijden); Adrian Sutil (met Uruguayaanse vlag bovenop ter ere van zijn vader); Sebastian Vettel (op de bovenkant een aantal foto's uit het verleden van de wedstrijd en met pin-up in badpak achterop die steeds meer onthult als gevolg van warmte)
GP van Groot-Brittannië: Jenson Button en Sergio Perez; interactief logo sponsor Mobil [60]
GP van Hongarije: Adrian Sutil; 2 speciale helmen tgv 100e GP[61]
GP van België: Guido van der Garde (kleuren rood-wit-blauw)[62]
GP van Singapore: Guido van der Garde (compleet wit)[63][64]Romain Grosjean (verchroomd?); Adrian Sutil (glitter); Lewis Hamilton (wit exemplaar)[65] ; Pastor Maldonado (andere bovenkant?)[66]; Jean-Eric Vergne (helm licht op in het donker)[67]
GP van Japan: Jenson Button (met sumo worstelaars bovenop en draken en japanse vlag achterop)[68] Wegens het overlijden van testcoureur Maria de Villota dragen de meeste coureurs een klein rouwteken op de helm gedurende de race.
GP van India: Jenson Button (tribuut aan Sean Edwards bovenop) [69]; Sergio Perez (idem); Fernando Alonso ('1571': tgv behalen hoogste aantal WK-punten ooit)[70]
GP van Amerika: Lewis Hamilton (hoofdzakelijk in rood-zwart-wit uitgevoerd; eerbetoon zanger Michael Jackson, met tekst 'We'll always love you. Rest in Peace MJ' en afbeelding gezicht zanger bovenop, en zanger in silhouet aan de zijkant); Romain Grosjean (verchroomd design, met rood-blauwe banen overlangs, en tekst 'Steve McQueen' met afbeelding aan de zijkant en 'Com'on' aan de voorkant; de helm doet overigens sterk denken aan die van Francois Cevert); Sergio Perez (kleuren groen-wit-rood langszij en bovenop Mexicaanse vlag)[71] [72]; Giedo van der Garde (bontgekleurd, deels met stippen (letters en cijfers), en met tekst 'Giedo' in grote letters aan de zijkant)[73]; Esteban Gutierrez (glitteruitvoering in goud en rood, met kleuren Mexicaanse vlag achterop en onder het vizier, en tekst 'Vamos Mexico' bovenop); Jean-Eric Vergne (hoofdzakelijk blauw-groen met sterrenmotief, met links de Amerikaanse vlag (blauwe kant) en rechts de Braziliaanse vlag (groene kant), en sheriff-ster bovenop)[74]
GP van Brazilië: Mark Webber (met wit kruis op de voorkant, als teken van zijn laatste GP)[75]; Felipe Massa (uitvoering in rood, met successen Ferrari in statistiek achter en boodschap 'Grazie Ferrari')[76]; Lewis Hamilton (hoofdzakelijk in geel-groen-blauw, geel-groen bovenop, beeltenis Jezus-beeld Rio, naam Hamilton en vlag Brazilië achterop, wapenspreuk Brazilië aan de zijkant)[77]

## Seizoen 2014
GP van Bahrein: Romain Grosjean (wit, ivm avondrace)[78]
GP van Maleisië: de meeste coureurs dragen als eerbetoon van de vermiste vlucht met het toestel van Malaysia Airlines de sticker 'Pray for MH370' op de helm. [79]
GP van Spanje: Adrian Sutil (geïnspireerd door Anton Gaudi) [80]
GP van Monaco: Sergio Perez [81][82]; Adrian Sutil en Esteban Gutierrez (ontwerpen van Romero Britto; te veilen voor een goed doel: Cure Cancer Now) [83][84]; Magnus Ericsson (eerbetoon aan Ronnie Peterson die 40 jaar geleden de wedstrijd won); Valteri Bottas (rood-witte ruiten bovenop en tekst 'Racing in the Streets Monaco', met diagram circuit Monaco achterop plus glitter)[86]; Daniel Ricciardo ('Monaco' in grote letters in onderste band plus tekst Sir Jack Brabham 1926-2014 als eerbetoon achterop aan de bovenkant); Jenson Button en Kevin Magnussen (aangepast sponsorlogo Johnnie Walker in zwarte band om de helm)[87]; Romain Grosjean (extra woorden sponsor Total bovenop); Adrian Sutil
GP van Groot-Brittannië: Jenson Button (#PinkforPapa: helmdesign in roze uitgevoerd, met achterop afbeelding Papa Smurf en tekst RIP PAPA als tribuut aan overleden vader) [88]; Felipe Massa (200 in cijfers bovenop de helm ter ere van 200e GP)[89]
GP van Duitsland: Nico Rosberg (zwarte helm met gouden letters langszij en Duitse vlag met vier sterren bovenop, ter ere van WK voetbal)[90]; Adrian Sutil (witblauw geblokt bovenop met gouden omranding en donkerblauw langszij; landsvlag van de Duitse deelstaat Beieren)[91]
GP van Italië: Lewis Hamilton (tekst Still I Rise achterop)[92]
GP van Singapore: Daniel Ricciardo (extra glitter); Valtteri Bottas (vlag van Singapore bovenop, grijs glittervlak i.p.v. wit langszij, lichtblauw glitter i.p.v. donkerblauw van voren, tekst Singapore 19-21 september 2014 met silhouet van de stad achterop); Kevin Magnussen (extra glitter aan zij-en bovenkant)[93] Jean-Eric Vergne (lichtblauwe uitvoering, tevens oplichtend)[94]; Daniil Kvyat
GP van Japan: Jenson Button (logo "JB" met japanse ondertiteling en japanse draakmotieven)[95] ; Kevin Magnussen (naam in het japans)[96]; Adrian Sutil (van voren drie strepen van donkerrood-wit-lichtrood; aan de donkere kant langszij kleurrijk design)[97]
GP van Rusland: Daniil Kvyat (metallic rode band overdwars met slogan Sochi 2014 op de kin en blauwe metallic band langszij); alle coureurs dragen de sticker "Forza Jules" op hun helm uit sympathie voor het ongeval met Jules Bianchi tijdens de GP van Japan
GP van Amerika: Romain Grosjean (op de zijkant afbeeldingen en tekst 'Le Blanc Episodes', als verwijzing naar acteur Matt Le Blanc (van wie hij een fan is))

## Seizoen 2015
GP van Monaco: Sebastian Vettel (crèmekleurig); Daniel Ricciardo
GP van België: Sebastian Vettel (150e wedstrijd; verchroomd)
GP van Italië: Sebastian Vettel (tricolore aan de binnenkant)
GP van Singapore: Sebastian Vettel (toevoeging van glitters aan boven-en zijkant)
GP van Japan: Sebastian Vettel (toevoeging van Japan, strepen en andere kalligrafie)
GP van Mexico: Sebastian Vettel (toevoeging van foto's op de achtergrond)
GP van Abu Dhabi: Sebastian Vettel (deels in grijs en verchroomd met Ferrari bovenop

## Seizoen 2016
GP van Bahrein: Sebastian Vettel (foto's op de achtergrond aan de zijkant en meer strepen bovenop)
GP van Spanje: Fernando Alonso (eerbetoon overleden landgenoot en MotoGP2-motorcoureur Luis Salom); Sebastian Vettel (meer glanzend rood aan de zij-en achterkant)
GP van Monaco: Max Verstappen (De helm is afgewerkt met chrome verf. Opvallend is de rode kin en de rode bovenkant; tot deze grand prix had de helm van Max dat seizoen een blauwe bovenkant, waardoor er nauwelijks enig onderscheid was met die van teamgenoot Ricciardo.); Sebastian Vettel (crèmekleurig)
GP van Duitsland: Sebastian Vettel (glanzend groen aan zij-en achterkant met toevoeging van Deutschland)
GP van Italië: Sebastian Vettel (deels verchroomd: tricolore aan de achterkant met steigerend paard, startnummer 5 aan de zijkanten en tekst Cinque bovenop)
GP van Singapore: Sebastian Vettel (deels verchroomd met startnummer aan de zijkanten en tekst five bovenop)
GP van Japan: Sebastian Vettel (met ninja bovenop
GP van Amerika: Daniel Ricciardo ("Evel Knievel")
GP van Abu Dhabi: Sebastian Vettel (deels verchroomd met startnummer 5 aan de zijkanten en Abu Dhabi in arabisch bovenop)

## Seizoen 2017
GP van Singapore: Pascal Wehrlein; Sebastian Vettel; Max Verstappen; Daniel Ricciardo; Nico Hulkenberg
GP van Mexico: Daniel Ricciardo (met dodenmasker)
GP van Abu Dhabi: Lewis Hamilton (gouden helm)

## Seizoen 2018
GP van Monaco: Daniel Ricciardo (tekst I run these streets en afbeelding honey badger achterop)
GP van Oostenrijk: Max Verstappen (deels in geel als eerbetoon aan sponsor Jumbo)
GP van Abu Dhabi: Fernando Alonso (split ontwerp 2001-2018); Marcus Eriksson ('black edition'); Carlos Sainz (eerbetoon aan Fernando Alonso); Stoffel Vandoorne (brons); Sebastian Vettel (parelmoer glans); Nico Hulkenberg (zwart/goud); Daniel Ricciardo (afscheidshelm team Red Bull); Lewis Hamilton (gouden helm)

## Seizoen 2019
GP van China: George Russell (helft van zijn helm als Juan Pablo Montoya en andere helft eigen helmontwerp en 1000 achterop); Nico Hulkenberg (retrolook met oude logo's van o.a. Renault en M voor 1000); Daniel Ricciardo (retrolook; eerbetoon aan Jack Brabham); Alex Albon ('Prince Bira special'); Pierre Gasly; Romain Grosjean (in wit en #race1000 op zijkant); Lando Norris (1000 op zijkant); Sergio Perez (bovenop 1000th race GP China 2018)[13]
GP van Duitsland: Sebastian Vettel (eerbetoon aan Bernd Schneider)
GP van Oostenrijk: Max Verstappen (in geel als eerbetoon aan sponsor Jumbo)
GP van België: Max Verstappen (in oranje)
GP van Italië: Pierre Gasly (eerbetoon aan Antoine Hubert); Danil Kvyat (overwegend rood met wit-groene streep)
GP van Amerika: Daniel Ricciardo (American football-helm: eerbetoon Texas Longhorns); Carlos Sainz (zwart-rood-oranje ter gelegenheid van zijn 100e grand prix)

## Seizoen 2020
testdagen Barcelona: Daniel Ricciardo (in paars met 'KB24' en 'Mamba Mentality' in geel als eerbetoon aan Kobe Bryant)
GP van Oostenrijk: Pierre Gasly (ontwerp als gevolg van prijsvraag)
GP van Styrië: Max Verstappen (rood-wit-blauw)
GP van Groot-Brittannië: Lando Norris (ontwerp van fan Eva Muttram als gevolg van ontwerpwedstrijd); de helm werd na afloop van de race aan haar gegeven); Carlos Sainz
GP van België: Pierre Gasly (eerbetoon aan Antoine Hubert)
GP van Toscane: Sebastian Vettel (eerbetoon 1000 GP's van Ferrari met technische tekening 125 en SF 1000; Charles Leclerc (eerbetoon 1000 GP's van Ferrari met de kampioenen en hun auto's); Lando Norris ('Mugello': rood-wit-groen met alle bochten van Mugello); Daniel Ricciardo (eerbetoon aan Valentino Rossi, met luipaardprint)
GP van Rusland: Danil Kvyat (ontwerpwedstrijd)
GP van Eiffel: Lando Norris en Carlos Sainz (ontwerp voor Mind tgv World Mental Health Day; de helmen werden later geveild); Sebastian Vettel (3D-ontwerp met eerbetoon aan Michael Schumacher)
GP van Emilia Romagna: Pierre Gasly (eerbetoon aan Ayrton Senna)
GP van Turkije: Sebastian Vettel (diversiteitshelm). De helm werd later geveild voor een goed doel voor 225.000 euro
GP van Italie: Lando Norris (pizzahelm met aan een kant margherita en aan de andere kant pepperoni); George Russell ('tricolore' met tekst Italian GP); Antonio Giovinazzi ('Saluti dall'Italia'); Sebastian Vettel (verchroomde versie met extra rood-wit-groen aan de zijkant)
GP van Abu Dhabi: Sebastian Vettel ('Grazie Ragazzi' verchroomde afscheidshelm Ferrari); Charles Leclerc ('Danke Seb': witte hemontwerp van Vettel maar i.p.v. streep met Duitse vlag de rood-witte kleuren van Monaco); George Russell (tribuut aan prestaties team Williams): Alex Albon; Lando Norris ('A better tomorrow'); Romain Grosjean (ontwerp van zijn kinderen; dit had zijn afscheidshelm van de F1 moeten zijn maar niet gedragen vanwege zijn ongeluk in Bahrein)